# Argyreus castetsi
Argyreus castetsi är en fjärilsart som beskrevs av Charles Oberthür 1891. Argyreus castetsi ingår i släktet Argyreus och familjen praktfjärilar. Inga underarter finns listade i Catalogue of Life.